# 罗孚
罗孚（英語：Rover）是一家英国汽车制造商，总部位于英格兰伯明翰，創立於1878年，是路虎的前身。
1968年為英國最大汽車公司公營的英國禮蘭汽車公司（British Leyland）的品牌之一，在1994年時被宝马購併。2000年，實體物業被转卖给英国私募基金「鍊金術伙伴」（Alchemy Partners LLP），但罗孚品牌仍归宝马公司所有，同集團的路虎商标則被卖给福特汽车公司。2005年4月，路華宣布破产并停产。2005年7月，南京汽车集团有限公司收购了罗孚的剩餘资产，并获得MG商标。2007年，南京汽車集團以資本參股的形式被上海汽車工業（集團）總公司整體收購，至此MG品牌歸上汽所有。2006年9月18日，福特汽车行使優先購買權，从宝马公司收購罗孚品牌。2008年3月印度的塔塔汽车集团从福特手中购得罗孚品牌，之後成立捷豹路虎汽車，雖然罗孚品牌歸捷豹路虎所有，但再沒有推出罗孚車型。

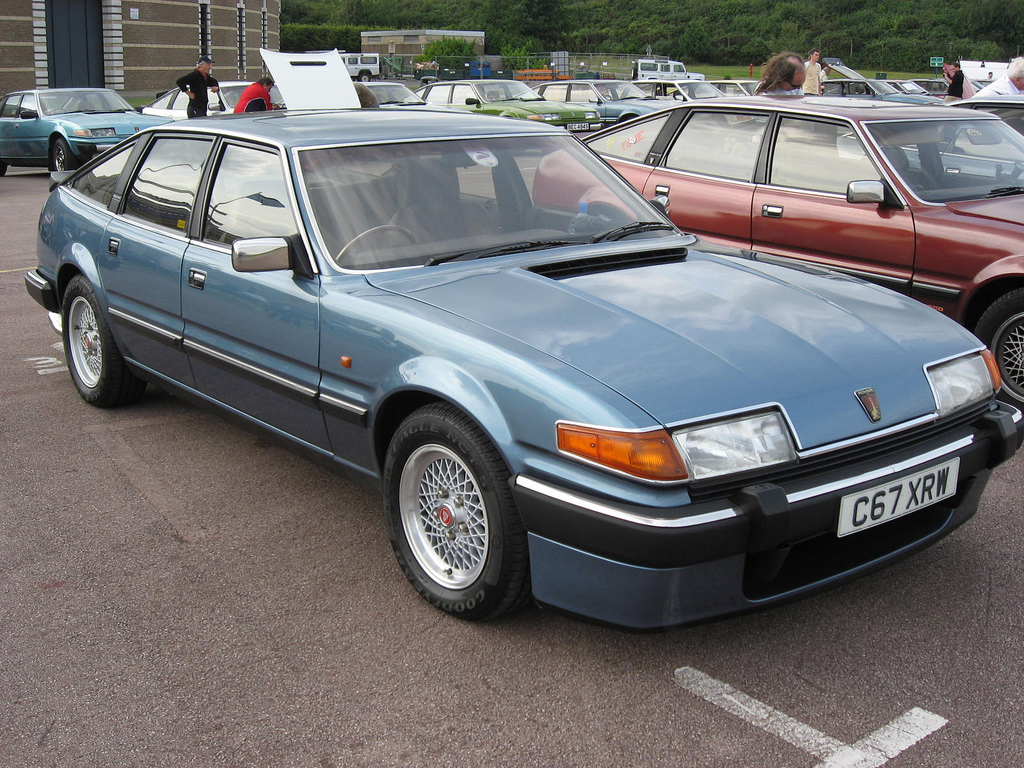
罗孚SD1

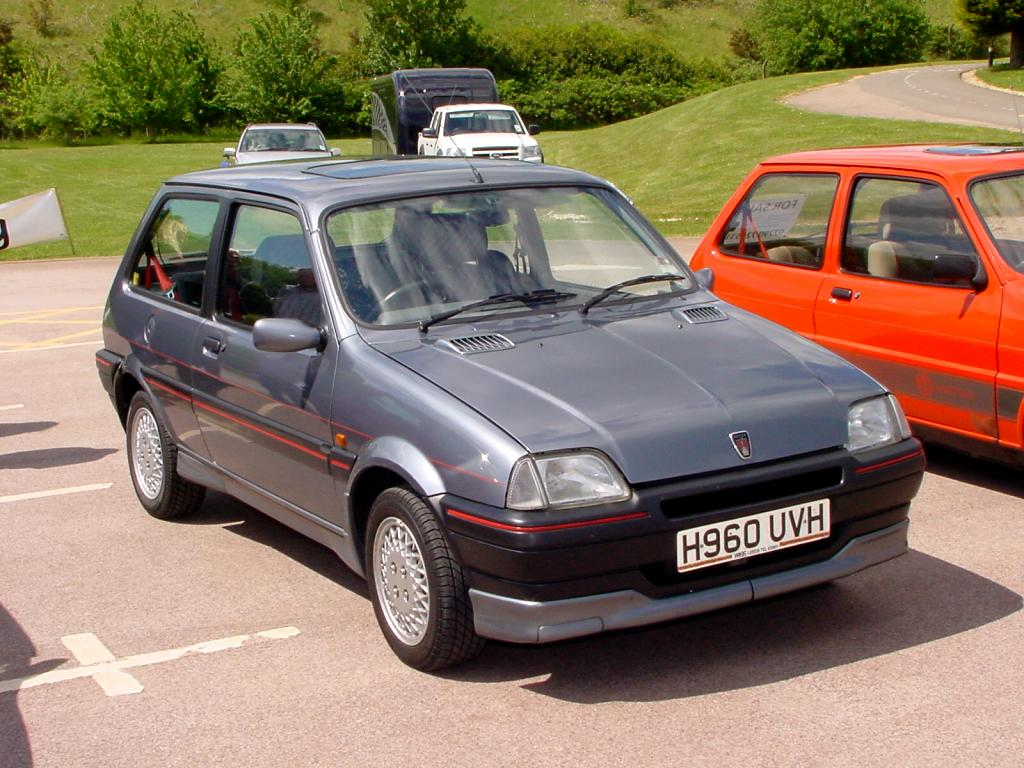
罗孚Metro 1.4 GTi

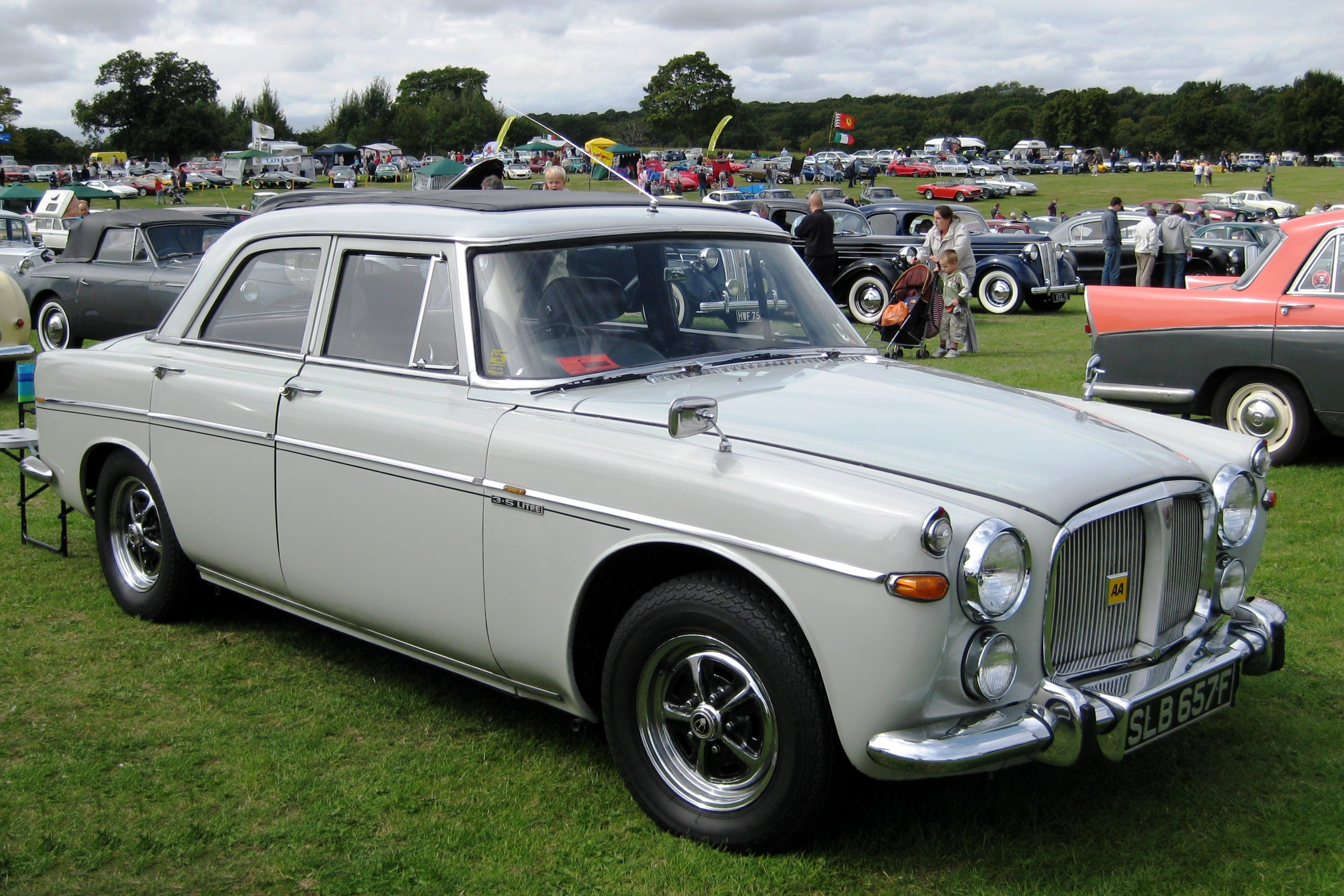
罗孚P5

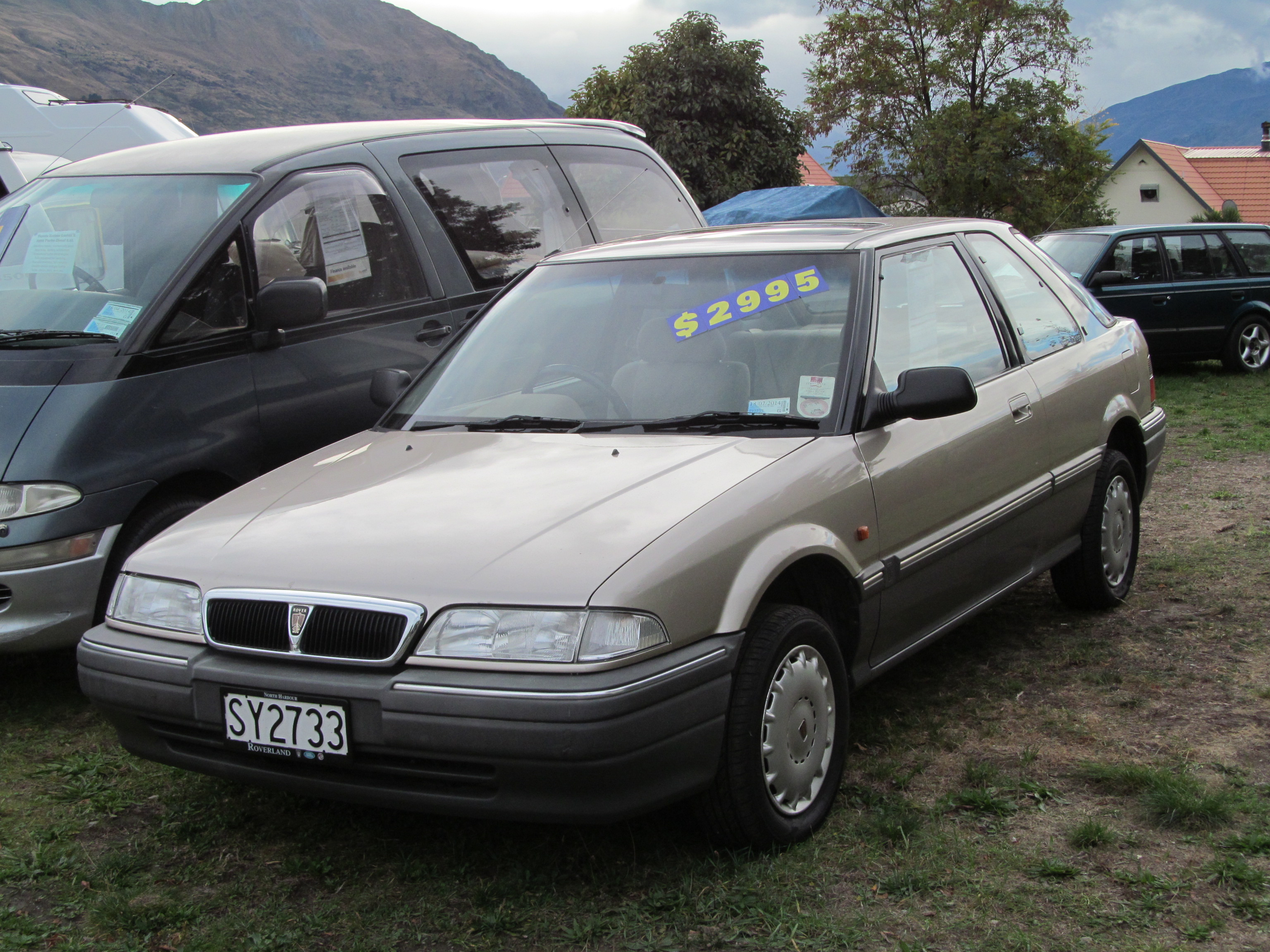
路華200

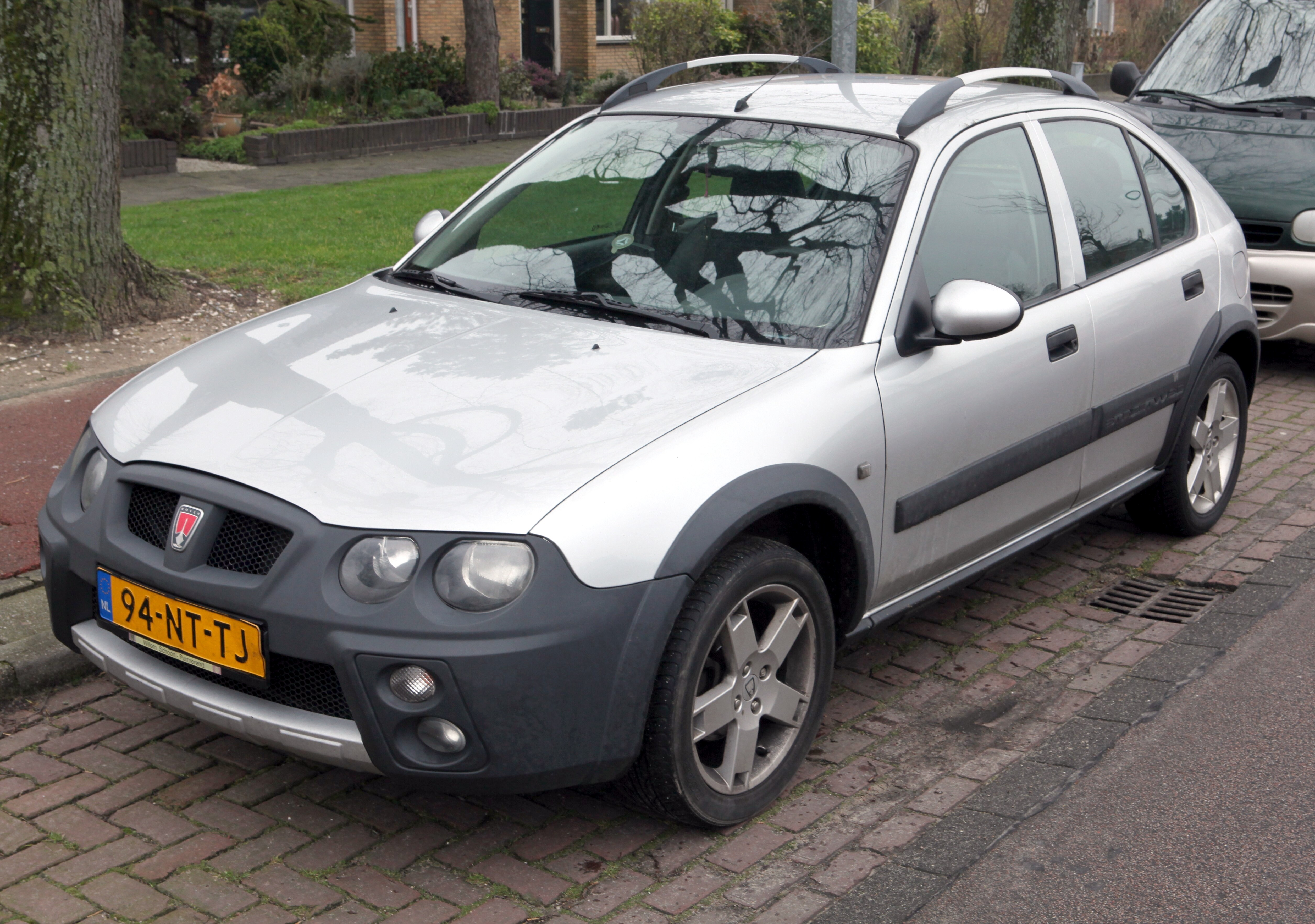
路華Streetwise